# Aspersentis megarhynchus
Aspersentis megarhynchus är en hakmaskart som först beskrevs av Otto Friedrich Bernhard von Linstow 1892.  Aspersentis megarhynchus ingår i släktet Aspersentis och familjen Heteracanthocephalidae. Inga underarter finns listade i Catalogue of Life.